# Campeonato Mundial de Natação em Piscina Curta de 2016 - 4x50 m medley feminino
A prova dos 4x50 metros medley feminino do  Campeonato Mundial de Natação em Piscina Curta de 2016 foi disputado no dia 7 de dezembro no Centro WFCU em Windsor, Canadá.

## Recordes
Antes desta competição, os recordes mundiais e do campeonato nesta prova eram os seguintes:
|                       | Nome                                                                                              | Nacionalidade | Tempo   | Local | Data                  |
| --------------------- | ------------------------------------------------------------------------------------------------- | ------------- | ------- | ----- | --------------------- |
| Recorde mundial       | Mie Nielsen (26,39) Rikke Møller Pedersen (29,56) Jeanette Ottesen (24,09) Pernille Blume (24,00) | Dinamarca     | 1:44.04 | Doha  | 5 de dezembro de 2014 |
| Recorde do campeonato | Mie Nielsen (26,39) Rikke Møller Pedersen (29,56) Jeanette Ottesen (24,09) Pernille Blume (24,00) | Dinamarca     | 1:44.04 | Doha  | 5 de dezembro de 2014 |

Os seguintes recordes mundiais ou do campeonato foram estabelecidos durante esta competição: 
| Data          | Evento | Nome                                                                                      | Nacionalidade  | Tempo   | Notas |
| ------------- | ------ | ----------------------------------------------------------------------------------------- | -------------- | ------- | ----- |
| 7 de dezembro | Final  | Alexandra DeLoof (26,12) Lilly King (28,78) Kelsi Worrell (24,44) Katrina Konopka (23,93) | Estados Unidos | 1:43.27 | ,     |

## Medalhistas
| Ouro                                                                                               | Prata | Bronze |
| Rússia · Ali DeLoof (26.12) · Lilly King (28.78) · Kelsi Worrell (24.44) · Katrina Konopka (23.93) | Itália · Silvia Scalia (26.96) · Martina Carraro (30.12) · Silvia Di Pietro (24.88) · Erika Ferraioli (23.42) | Dinamarca · Mie Nielsen (26.71) · Matilde Schroder (30.67) · Emilie Beckmann (24.96) · Jeanette Ottesen (23.64) |

*Participaram apenas das eliminatórias, mas também receberam medalhas.

## Resultados

### Eliminatórias
As eliminatórias ocorreram dia 7 de dezembro. 21  nacionalidades participaram da competição. 
| Colocação | Bateria | Raia | Nacionalidade  | Nome | Tempo     | Notas |
| --------- | ------- | ---- | -------------- | --- | --------- | ----- |
| 1.        | 1       | 1    | Canadá         | Kylie Masse (26,67) Kelsey Wog (29,88) Penny Oleksiak (25,42) Michelle Williams (23,52)                            | 1:45,49   | Q     |
| 2.        | 2       | 2    | Estados Unidos | Alexandra DeLoof (26,57) Molly Hannis (29,48) Sarah Gibson (25,63) Katrina Konopka (23,99)                         | 1:45,67   | Q     |
| 3.        | 2       | 3    | Dinamarca      | Mie Nielsen (26,93) Matilde Schroder (31,03) Emilie Beckmann (25,26) Jeanette Ottesen (23,83)                      | 1:47,05   | Q     |
| 4.        | 1       | 6    | Itália         | Silvia Scalia (27,13) Martina Carraro (30,30) Silvia Di Pietro (25,16) Aglaia Pezzato (24,51)                      | 1:47,10   | Q     |
| 5.        | 2       | 4    | Rússia         | Marija Kamieniewa (26,87) Walentina Artiemjewa (30,45) Swietłana Czimrowa (25,94) Rozalija Nasrietdinowa (24,02)   | 1:47,28   | Q     |
| 6.        | 1       | 3    | Japão          | Emi Moronuki (26,96) Miho Teramura (29,88) Asuka Kobayashi (26,01) Sayuki Ouchi (24,84)                            | 1:47,69   | Q     |
| 7.        | 2       | 7    | China          | Liu Xiang (27,29) Shi Jinglin (30,56) Lu Ying (26,04) Zhu Menghui (24,28)                                          | 1:48,17   | Q     |
| 8.        | 3       | 5    | Austrália      | Minna Atherton (27,06) Jessica Hansen (30,15) Jemma Schlicht (26,44) Carla Buchanan (24,80)                        | 1:48,45   | Q     |
| 9.        | 1       | 2    | França         | Mathilde Cini (27,89) Solene Gallego (30,91) Mélanie Henique (25,56) Anna Santamans (24,15)                        | 1:48,51   |       |
| 10.       | 3       | 4    | {CZE}}         | Simona Baumrtová (27,15) Petra Chocová (30,74) Lucie Svěcená (25,98) Barbora Seemanová (24,94)                     | 1:48,81   |       |
| 11.       | 3       | 3    | Suécia         | Hanna Rosvall (27,79) Sophie Hansson (30,29) Sara Junevik (25,58) Ida Lindborg (25,19)                             | 1:48,85   |       |
| 12.       | 2       | 6    | Finlândia      | Fanny Teijonsalo (28,01) Jenna Laukkanen (29,77) Emilia Bottas (26,70) Hanna-Maria Seppälä (24,57)                 | 1:49,05   |       |
| 13.       | 1       | 7    | Áustria        | Caroline Pilhatsch (27,67) Christina Nothdurfter (30,53) Lena Kreundl (26,42) Birgit Koschischek (24,70)           | 1:49,32   |       |
| 14.       | 3       | 7    | Islândia       | Eygló Gústafsdóttir (27,40) Hrafnhildur Lúthersdóttir (30,04) Bryndis Hansen (26,01) Johanna Gustafsdottir (25,96) | 1:49,41   |       |
| 15.       | 2       | 5    | Hong Kong      | Wong Toto Kwan To (28,44) Yeung Jamie Zhen Mei (31,01) Chan Kin Lok (26,92) Sze Hang Yu (25,08)                    | 1:51,45   |       |
| 16.       | 2       | 1    | África do Sul  | Mariella Venter (27,95) Kaylene Corbett (31,93) Tayla Lovemore (26,18) Gabi Grobler (26,15)                        | 1:52,21   |       |
| 17.       | 3       | 2    | Eslováquia     | Karolina Hajkova (28,74) Andrea Podmaníková (30,63) Barbora Mišendová (26,85) Karin Tomeckova (26,00)              | 1:52,22   |       |
| 18.       | 1       | 5    | Singapura      | Hoong En Qi (30,00) Roanne Ho (32,07) Marina Chan (27,09) Amanda Lim (26,09)                                       | 1:55,25   |       |
| 19.       | 3       | 1    | Macau          | Tan Chi Yan (31,42) Lei On Kei (33,46) Kuan I Cheng (29,75) Long Chi Wai (26,68)                                   | 2:01,31   |       |
| 20.       | 1       | 4    | Paraguai       | Maria Arrua (30,47) Sophia Ortiz (35,90) Nicole Rautemberg (28,40) Karen Riveros (26,78)                           | 2:01,55   |       |
| 21. !     | 3       | 6    | Venezuela      | | 9:99,99 ! | DNS   |

### Final
A final teve sua disputa realizada em 7 de dezembro. 
| Colocação         | Raia | Nome           | Nacionalidade                                                                                              | Tempo   | Notas |
| ----------------- | ---- | -------------- | --- | ------- | ----- |
| Medalha de ouro   | 5    | Estados Unidos | Alexandra DeLoof (26,12) Lilly King (28,78) Kelsi Worrell (24,44) Katrina Konopka (23,93)                  | 1:43,27 | ,     |
| Medalha de prata  | 6    | Itália         | Silvia Scalia (26,96) Martina Carraro (30,12) Silvia Di Pietro (24,88) Erika Ferraioli (23,42)             | 1:45,38 |       |
| Medalha de bronze | 3    | Dinamarca      | Mie Nielsen (26,71) Matilde Schroder (30,67) Emilie Beckmann (24,96) Jeanette Ottesen (23,64)              | 1:45,98 |       |
| 4.                | 4    | Canadá         | Kylie Masse (26,49) Kelsey Wog (30,14) Penny Oleksiak (25,57) Michelle Williams (23,80)                    | 1:46,00 |       |
| 5.                | 8    | Austrália      | Emily Seebohm (26,37) Jessica Hansen (29,78) Brittany Elmslie (25,97) Carla Buchanan (24,15)               | 1:46,27 |       |
| 6.                | 2    | Rússia         | Marija Kamieniewa (26,66) Natalja Iwaniewa (29,77) Rozalija Nasrietdinowa (25,82) Wieronika Popowa (24,36) | 1:46,61 |       |
| 7.                | 7    | Japão          | Emi Moronuki (26,96) Miho Teramura (30,02) Asuka Kobayashi (26,07) Sayuki Ouchi (24,85)                    | 1:47,90 |       |
| 8.                | 1    | China          | Liu Xiang (27,04) Shi Jinglin (30,85) Lu Ying (25,72) Zhu Menghui (24,54)                                  | 1:48,15 |       |

Legenda
| Recorde mundial       | Recorde mundial (World record)               |                       | Recorde africano                      | Recorde africano (African) |                                           | Q | Classificado por posição (Qualified) |
| Recorde do campeonato | Recorde do campeonato (Championship record)  | Recorde da América    | Recorde da América (Americas)         | q                          | Classificado por melhor tempo (Qualified) |   |                                      |
| Melhor marca do ano   | Melhor marca do ano (World leading)          | Recorde asiático      | Recorde asiático (Asian)              | DNS                        | Não largou (Did not start)                |   |                                      |
| Recorde nacional      | Recorde nacional (National record)           | Recorde europeu       | Recorde europeu (European)            | DNF                        | Não terminou (Did not finish)             |   |                                      |
| Recorde pessoal       | Recorde pessoal do atleta (Personal best)    | Recorde da Oceania    | Recorde da Oceania (Oceania)          | DSQ / DQ                   | Desclassificado (Disqualified)            |   |                                      |
| Recorde da temporada  | Recorde da temporada do atleta (Season best) | Recorde sul-americano | Recorde sul-americano (South America) | NM                         | Sem marca (No mark)                       |   |                                      |